# 726 Joëlla
726 Joëlla este un asteroid din centura principală, descoperit pe 22 noiembrie 1911, de Joel Metcalf.